# Гамбаров Леонід Арамович
Леоні́д Ара́мович Гамба́ров (1940— 26 квітня 2022, Дергачі, Харківська область, Україна) — український науковець та альпініст, доктор технічних наук, майстер спорту з альпінізму.

## Біографія
У 1993 році очолив Інститут інформатики і управління НАН України.
У 2000-х роках Леонід Гамбаров аналізував втрати на енергетичному ринку України
Станом на початок 2022 року був професором кафедри програмної інженерії та інформаційних технологій управління Харківського політехнічного інституту.
Загинув 25 квітня 2022 року під час обстрілу міста Дергачі російськими військами.

## Альпінізм
Леонід Гамбаров з молодих років займався альпінізмом. 1961 року в віці 21 років з альпіністського табору «Алібек» зійшов на Семенов-баші, Сулахат та Малий Домбай, за що здобув 3-й розряд з альпінізму. У 1960-ті роки тренувався під керівництвом Іллі Мартинова у Харківському відділенні спортивного товариства «Буревісник», брав участь у зборах у таборах «Баксан», «Безенгі», «Ельбрус». У 1966 році взяв участь у Всесоюзній школі інструкторів альпінізму в таборі «Шхельда». У період 1967—1989 років Гамбаров працював інструктором у таборах «Цей», «Баксан», «Торпедо», «Шхельда», «Джайлик», «Домбай», провівши майже 40 змін.
На його рахунку понад 100 сходжень, зокрема 20 найвищої категорії складності. Серед останніх:
- пік Вільса, категорія складності 5А (1968)
- пік Щуровського, категорія 5Б (1969)
- Джайлик (за Півн. ст., п/п), категорія 5Б (1970)
- Уллу-Тау (з «ромбу»), категорія 5Б (1972)
- Джайлик (за Пд. ст.), категорія 5Б, керівник групи (1974)
- головна вершина Домбай-Ульген, категорія 5Б (1976)
- пік Пасіонарії, категорія 5Б (1977)
- Уїлпата, категорія 5Б (1978)
- Дубль-Пік, категорія 5Б (1978)
- Уллу-Кара[ka], категорія 6А (1981)
- пік Вільної Іспанії (1982)

Гамбаров також входив до складу багатьох рятувальних експедицій, зокрема 1972 року входив до головного загону на «хресті» Ушби, а 1980 року керував рятувальними роботами на п. Кавказ.